# Aruna Roy
Aruna Roy, född 1946, är en indisk socialaktivist, professor, fackföreningsaktivist och byråkrat. 
Hon är ordförande för National Federation of Indian Women och medgrundare till arbetsorganisationen Mazdoor Kisan Shakti Sangathan.